# K1llsen
Марцел Пауль (нем. Marcel Paul, род. 12 декабря 1986), также известный под ником k1llsen — немецкий киберспортсмен по Quake 3, Quake 4, Quake Live и Quake Champions. Выступал за немецкую команду ESC Gaming. Изначально участвовал в турнирах под ником k1ller.

## Карьера
Первым крупным достижением Марцела стал выход в финал турнира KODE5 2006, куда он попал по причине неявки на финал российского киберспорстмена Антона Синьгова. Вторым значимым достижением Марцела стал выход в финал турнира Electronic Sports World Cup 2008. Несмотря на поражение в решающем матче со счётом 2:1 от Алексея «Cypher» Янушевского, выступление игрока стало более чем успешным.
В 2010 году k1llsen одержал победу на турнире, проходящем в рамках известной выставки компьютерных игр GamesCom, а также стал первым по результатам семнадцатого розыгрыша немецкой киберспортивной лиги ESL Pro Series. В конце года Марцел решил принять участие в двух проходящих одновременно крупных турнирах: BEAT IT и Dreamhack Winter 2010, и занял в итоге третье место на проходившем в Швеции Dreamhack Winter 2010. Всего за свою карьеру Марцел выиграл около 60 тыс. долларов.

## Достижения
2006 год
- KODE5 2006 Quake 4 Global Finals (Китай, Пекин) — 4000$
- CPL Italy, Quake 3 (Италия, Верона) — 3800$[8]

2008 год
- ESWC 2008 Grand Final (США, Сан-Хосе) — 7000$

2010 год
- Gamescom 2010 (Германия, Кёльн) — 3500$
- DreamHack Winter 2010 (Швеция, Йёнчёпинг) — 1430$
- ESL Pro Series Season XVII Finals (Германия, Кёльн) — 1321$

2013 год
- 125 FPS JULY LEAGUE 2013 (Онлайн) — 15000₽

2016 год
- QuakeCon 2016 (США, Даллас) — 3000$

2017 год
- ESL Italian Esports Open 2017 (Италия, Лукка) — 5000$